# 隆日库尔-莱屈莱特尔
隆日库尔-莱屈莱特尔（法語：Longecourt-lès-Culêtre，法語發音：[lɔ̃ʒkuʁ lɛ kylɛtʁ]，意为“屈莱特尔附近的隆日库尔”）是法国科多尔省的一个市镇，属于博讷区。

## 地理
隆日库尔-莱屈莱特尔（47°9'32"N, 4°33'10"E）面积4.43 平方千米，位于法国勃艮第-弗朗什-孔泰大區科多尔省，该省份为法国中东部省份，北起奥布省，西接涅夫勒省和约讷省，南至索恩-卢瓦尔省，东南接汝拉省，东临上索恩省，东北部与上马恩省接壤。
与隆日库尔-莱屈莱特尔接壤的市镇（或旧市镇、城区）包括：沙济伊、屈莱特尔、屈西勒沙泰勒、富瓦西、米西尼。

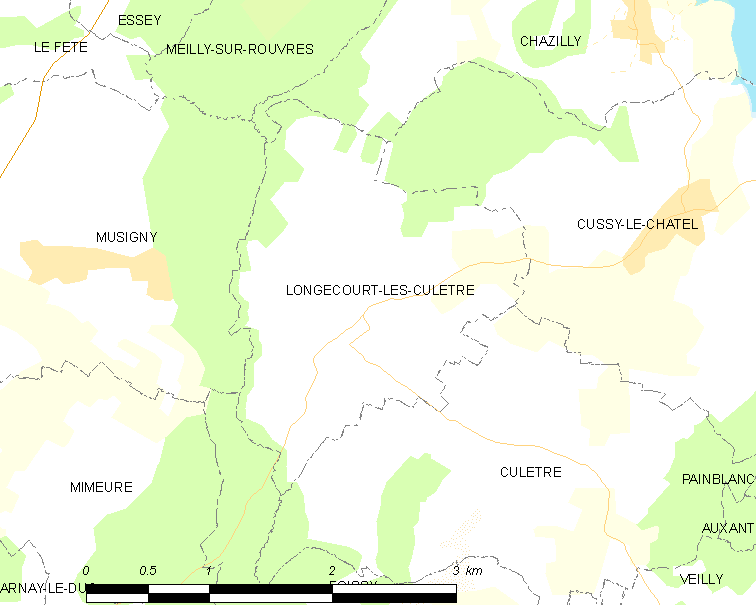
隆日库尔-莱屈莱特尔的OSM定位图

隆日库尔-莱屈莱特尔的时区为UTC+01:00、UTC+02:00（夏令时）。

## 行政
隆日库尔-莱屈莱特尔的邮政编码为21230，INSEE市镇编码为21354。

## 政治
隆日库尔-莱屈莱特尔所属的省级选区为阿尔奈勒迪克县。

## 人口

1962-2008年间隆日库尔-莱屈莱特尔人口变化图示

隆日库尔-莱屈莱特尔于2022年1月1日时的人口数量为55人。